# Константінос Балоянніс
Константінос Балоянніс (грец. Κωνσταντίνος Μπαλογιάννης, нар. 8 лютого 1999, Салоніки, Греція) — грецький футболіст, фланговий захисник болгарського клубу «Ботев».

## Ігрова кар'єра

### Клубна
Константінос Балоянніс є вихованцем грецького клубу ПАОК. Також футболіст проходив стажування в молодіжних командах лондонського «Арсенала» та нідерландського «Зволле». Та в 2017 році Балоянніс повернувся до ПАОКа. В сезоні 2018/19 захисник провів один матч в основі ПАОКа в Кубку Греції і в результаті отримав нагороду як переможця розіграшу Кубку Греції того сезону. Влітку 2019 року для набору ігрової практики футболіст був відправлений в орічну оренду в клуб «Волос». 25 серпня 2019 року Балоянніс провів свій перший матч в чемпіонаті країни.
В жовтні 2020 року Балоянніс як вільний агент перейшов до клубу ОФІ. В кінці сезону 2022/23 футболіст не став продовжувати контракт з клубом і в липні 2023 року перейшов до болгарського «Ботева», з яким підписав контракт на три роки. Вже в першому сезоні разом з клубом захисник виграв Кубок Болгарії.

### Збірна
В період з 2019 по 2020 роки Константінос Балоянніс зіграв вісім матчів в складі молодіжної збірної Греції.

## Титули
ПАОК
 Переможець Кубка Греції: 2018/19
Ботев
 Переможець Кубка Болгарії: 2023/24